# Lloyd Neal
Lloyd Neal (né le 10 décembre 1950 à Talbotton, Géorgie) est un ancien joueur américain professionnel de basket-ball.

## Biographie
Intérieur issu de l'université d'État du Tennessee, Neal passa l'intégralité de sa carrière professionnelle (de 1972 à 1979) aux Trail Blazers de Portland. Bien qu'étant sous-dimensionné pour sa position (2,01 m), il était tenace et avait un jeu très intense, réalisant un double-double de moyenne (13,4 points, 11,8 rebonds) lors de la saison 1972-1973. Après que sa carrière eut été écourtée par une blessure au genou en 1979, les Blazers retirent son maillot (numéro 36). Il obtient son diplôme universitaire en 1980 et travaille pour les services fiscaux à Portland, Oregon depuis 1985.